# Just For You
Just For You es el segundo álbum de estudio del cantautor estadounidense Neil Diamond, publicado el 25 de agosto de 1967. Contiene los éxitos "You Got to Me" (#18), "Girl, You'll Be a Woman Soon" (#10), "Thank the Lord for the Night Time" (#13), "Red Red Wine" (#62) y "Shilo" (#24 en 1970).

## Lista de canciones
Todas escritas por Neil Diamond.
| Lado A |                                |          |  |
| N.º    | Título                         | Duración |  |
| 1.     | «Girl, You'll Be a Woman Soon» | 2:48     |  |
| 2.     | «The Long Way Home»            | 2:29     |  |
| 3.     | «Red Red Wine»                 | 2:42     |  |
| 4.     | «You'll Forget»                | 2:50     |  |
| 5.     | «The Boat That I Row»          | 2:40     |  |
| 6.     | «Cherry, Cherry»               | 2:27     |  |

| Lado B |                                     |          |  |
| N.º    | Título                              | Duración |  |
| 1.     | «I'm a Believer»                    | 2:43     |  |
| 2.     | «Shilo»                             | 3:23     |  |
| 3.     | «You Got to Me»                     | 2:45     |  |
| 4.     | «Solitary Man»                      | 2:33     |  |
| 5.     | «Thank the Lord for the Night Time» | 2:55     |  |